# Guns, Gore & Cannoli
Guns, Gore & Cannoli è uno sparatutto a scorrimento laterale a piattaforme sviluppato e pubblicato dalla compagnia belga Crazy Monkey Studios il 30 aprile 2015 su Steam esclusivamente per Microsoft Windows. In seguito, il gioco è stato pubblicato anche per Nintendo Switch.
Il gioco è stato inoltre preceduto da un corto animato, chiamato Zombies vs. Wiseguys: Hell Bent for Whiskey, uscito nel 2004 e prodotto e animato dalla Claeys Brothers Arts, gli stessi direttori artistici dei due giochi della serie.

## Trama
Stati Uniti, 1928. In pieno periodo della grande depressione e del proibizionismo, le gang diventano sempre più potenti grazie al commercio illegale di alcolici, al punto che la polizia ha praticamente perso il controllo. Il protagonista del gioco (e del sequel) è Vinnie Cannoli, sicario di Don Belluccio, che lo spedisce a Thugtown per trovare un altro suo sicario di nome Frankie. Thugtown è però nota per qualcosa di più che gang criminali: sulla città, infatti, girano voci su bizzarri incidenti e orribili casi di omicidio. Mentre è sul punto di sbarcare a Thugtown, la nave su cui è imbarcato viene attaccata da quelli che si rivelano essere degli zombie, ragion per cui Vinnie è costretto a farsi strada tra di loro in mezzo alla città e salvare Frankie.

## Modalità di gioco
Come gioco d'azione bidimensionale, il gioco obbligherà il giocatore a usare una parte del controller per i movimenti, e l'altra per utilizzare le varie armi (come pistole, mitragliatrici e lanciafiamme) che incontrerà per tutto il gioco. Inoltre, il giocatore avrà a che fare sia con avversari umani che zombie, oltre che ai vari boss presenti, il tutto in ambienti in certi casi anche completamente distruttibili.

## Accoglienza
| Testata        | Versione | Giudizio |
| -------------- | -------- | -------- |
| Multiplayer.it | PC       | 7.5/10   |
| SpazioGames    | PC       | 7.5/10   |
| GamesRadar+    | Tutte    | [ 4 ]    |

Il gioco ha avuto un'accoglienza positiva o comunque superiore alla media. Alcuni lo hanno considerato un buon incrocio tra Il padrino, Metal Slug e l'elemento zombie.